# تريمينة أرفاكية
تريمينة أرفاكية (الاسم العلمي: Trimenia arfakensis) هي نوع نباتي يتبع جنس التريمينة من فصيلة التريمينية.